# Gnezdovo gorodisjtje

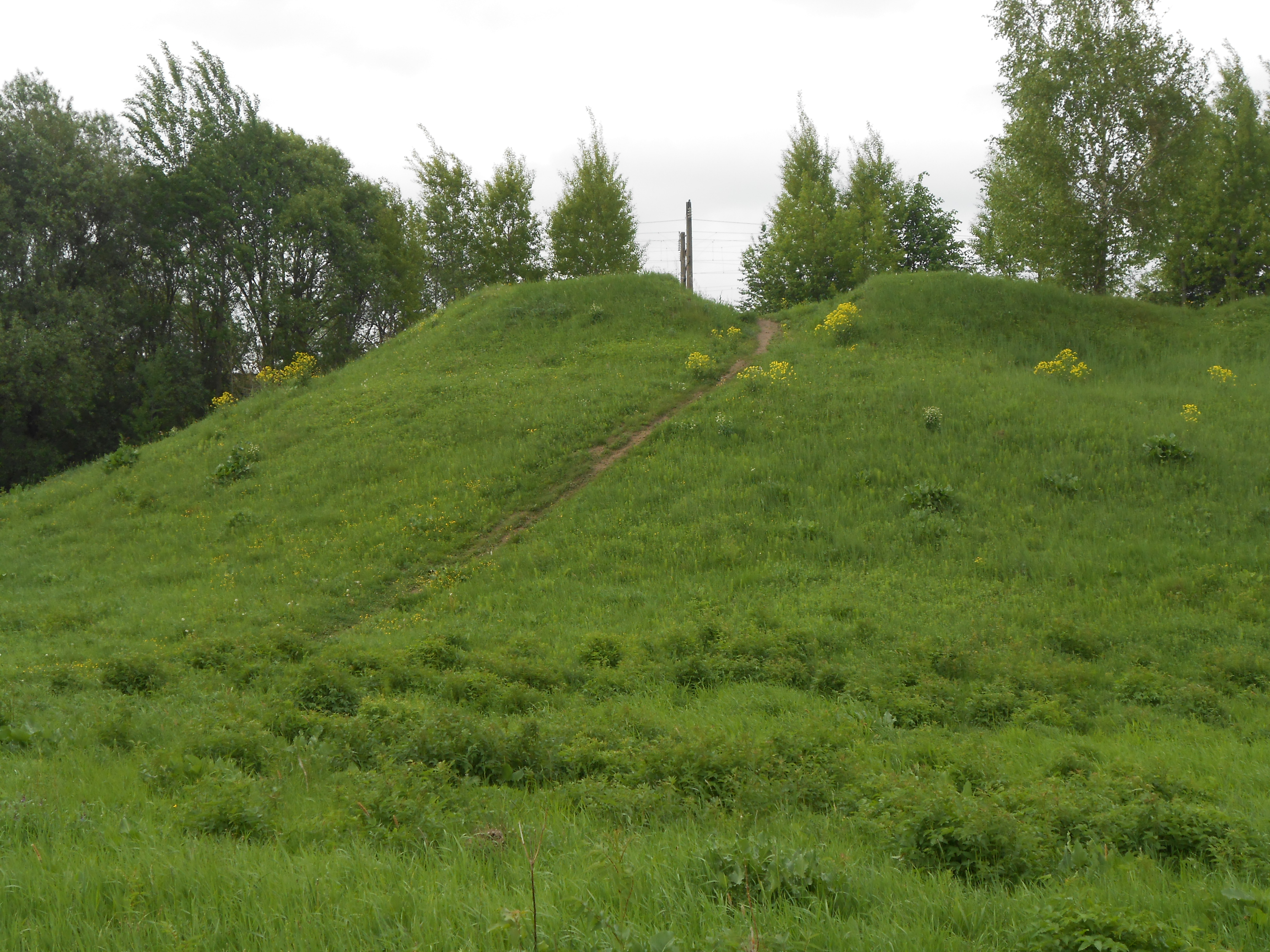
Den centrala delen av fornborgen som den såg ut 2019.

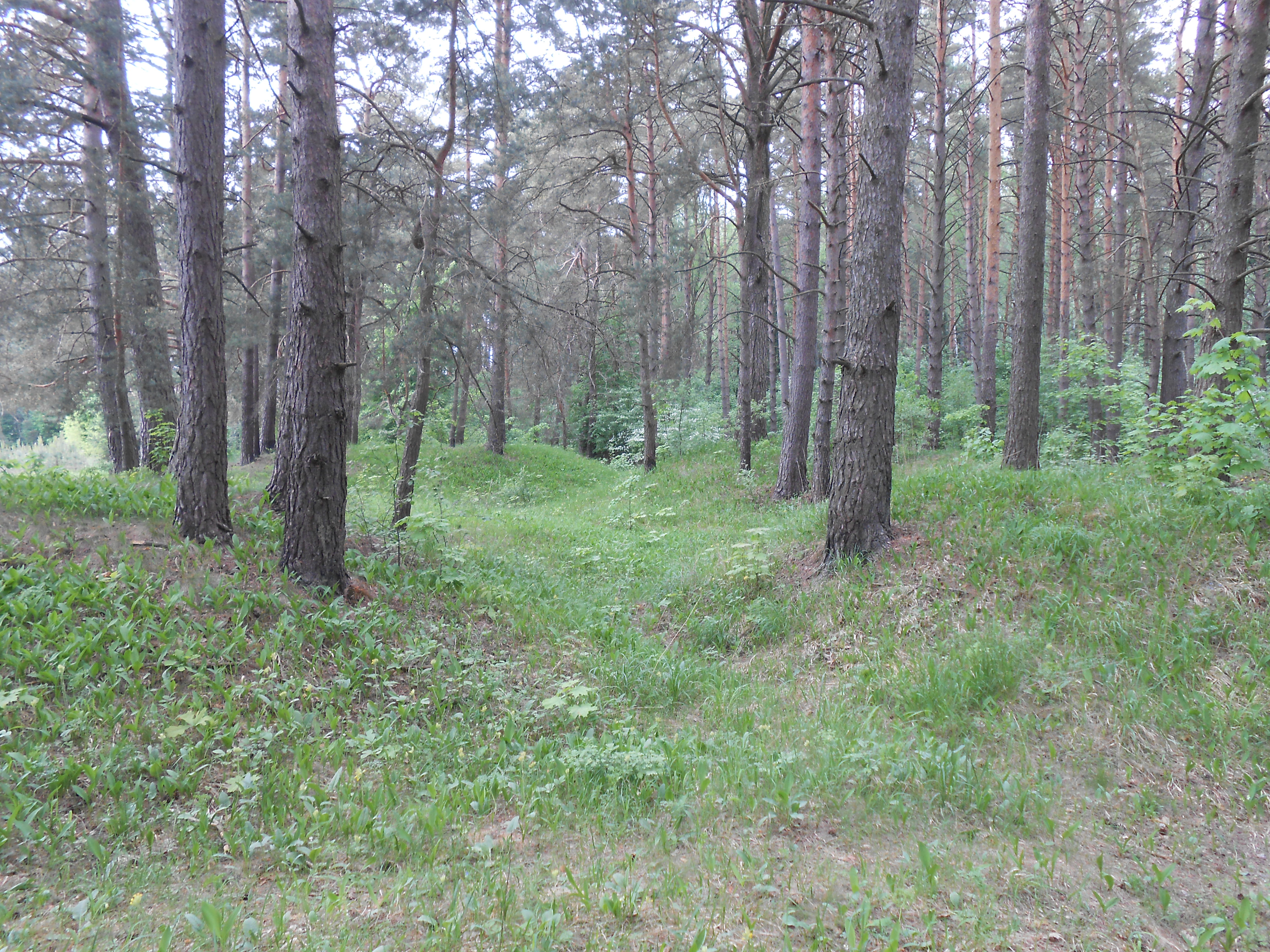
Gravhögarna som kallas "skogsgruppen".

Gnezdovo gorodisjtje (Gnezdovo fornborg), vanligen kallat bara Gnezdovo eller Gnjozdovo, (ryska: Гнёздово городище, Gnjozdovo gorodisjtje), är en arkeologisk fyndplats nära byn Gnyozdovo i Smolensk distrikt, Smolensk oblast, Ryssland. Platsen ligger på floden Dneprs högra flodbank ungefär 13 km från Smolensk. Gnezdovo uppvisar tydliga spår av en mycket stor bosättning befolkad av slaver, balter och skandinaver. Gnezdovo hade sin storhetstid på 900-talet. Det var en av de viktigaste handelsplatserna på vägen från varjagerna till grekerna.

## Beskrivning

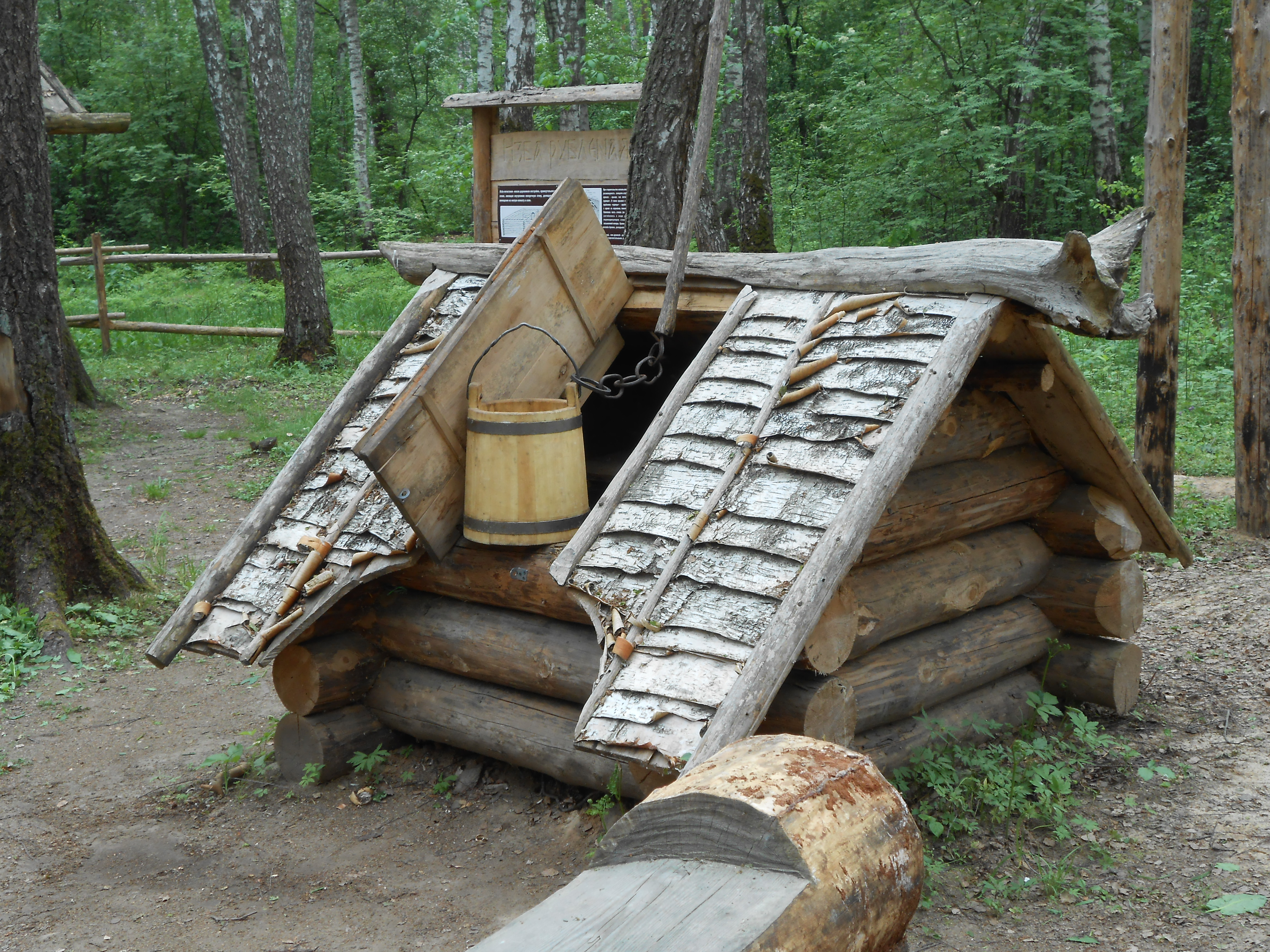
Idag finns det ett museum på platsen som berättar historien om Rysslands ursprung.

Gnezdovo ligger mellan de mindre vattendragen Svinets och Olsha, som båda rinner ut i Dnepr. Vid Gnezdovo har det funnits två befästningar, dels den centrala kallad Tsentalnoe, och en andra vid ån Olshas mynning. Runt befästningarna finns spår av ett flertal bosättningar och gravfält som täcker en yta av kanske 20 hektar. (Långt mindre har undersökts av arkeologer.) Detta gör det till den kanske näst största vikingabosättningen i världen, endast överträffad av Hedeby i Danmark, beroende på hur man definierar begreppen "vikingar" och "ruser" etc. Gnezdovos arkeologiska område går under beteckningen GAC (Gnezdovo archeological complex).

### Historisk bakgrund

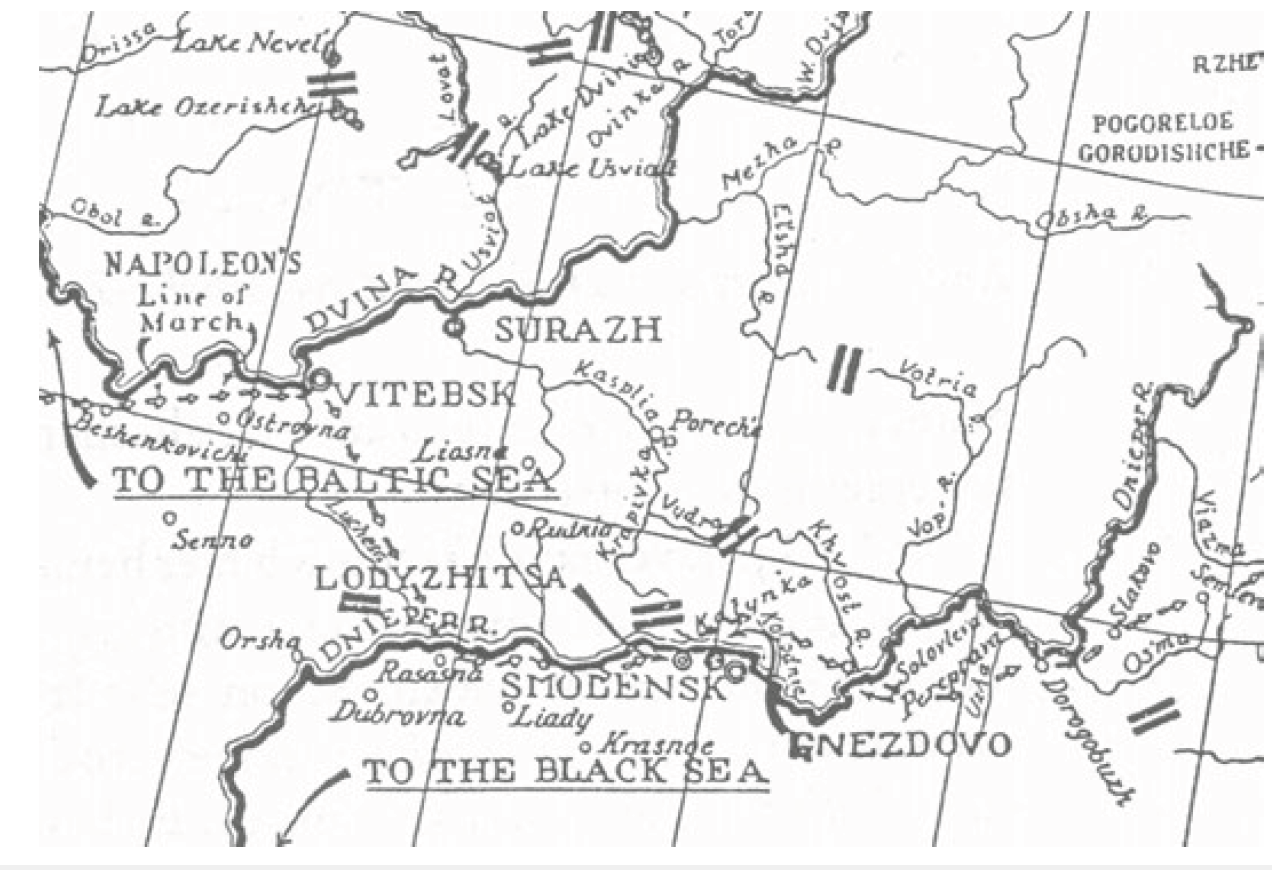
Eden mellan Daugavas flodsystem och Dnjeprs flodsystem. Ed markeras med dubbla svarta streck. Karta av Kerner, 1946.

Gnezdovo låg strategiskt vid eden mellan Daugava och Dnjepr och var en naturlig rastplats/övervintringsort och blev därmed också en handelsplats, med tillhörande bosättning. Befästningarna utgjorde skydd för de resande handelsmännen där de var som mest sårbara d.v.s. då de måste förflytta sig över land. Platsen var till en början troligen rent slavisk med inledande bebyggelse på tidigt 700-tal. I början av 1000-talet verkar det som om platsens betydelse avtar, samtidigt som det närliggande Smolensk ökar i betydelse. Detta är i samband med att en centralmakt växer fram (Kievrus) och kristendomen gör sitt inträde. (Samma historiska process sker vid samma tid i bl.a. Sverige och Polen.) I samband med detta får de nybildade städerna i Kievrus också en slags demokratisk ordning med tingsmöten, s.k. vetje. Namnet "Gnezdovo" finns belagt i skriftliga källor först på 1400-talet och sen igen på 1600-talet. Därför finns det en hypotes om att Gnezdovo hette något helt annat från början.

## Gravarna
Området innehåller idag runt 3 000 outforskade gravhögar grupperade i kluster som fått olika ryska namn. Det fanns kanske 5 000 gravhögar från början, men många har förstörts genom bl.a. husbyggen och anläggandet av en järnväg på 1800-talet. Det grävdes också skytte- och pansargravar under Andra världskriget och plundrare har gjort sitt.

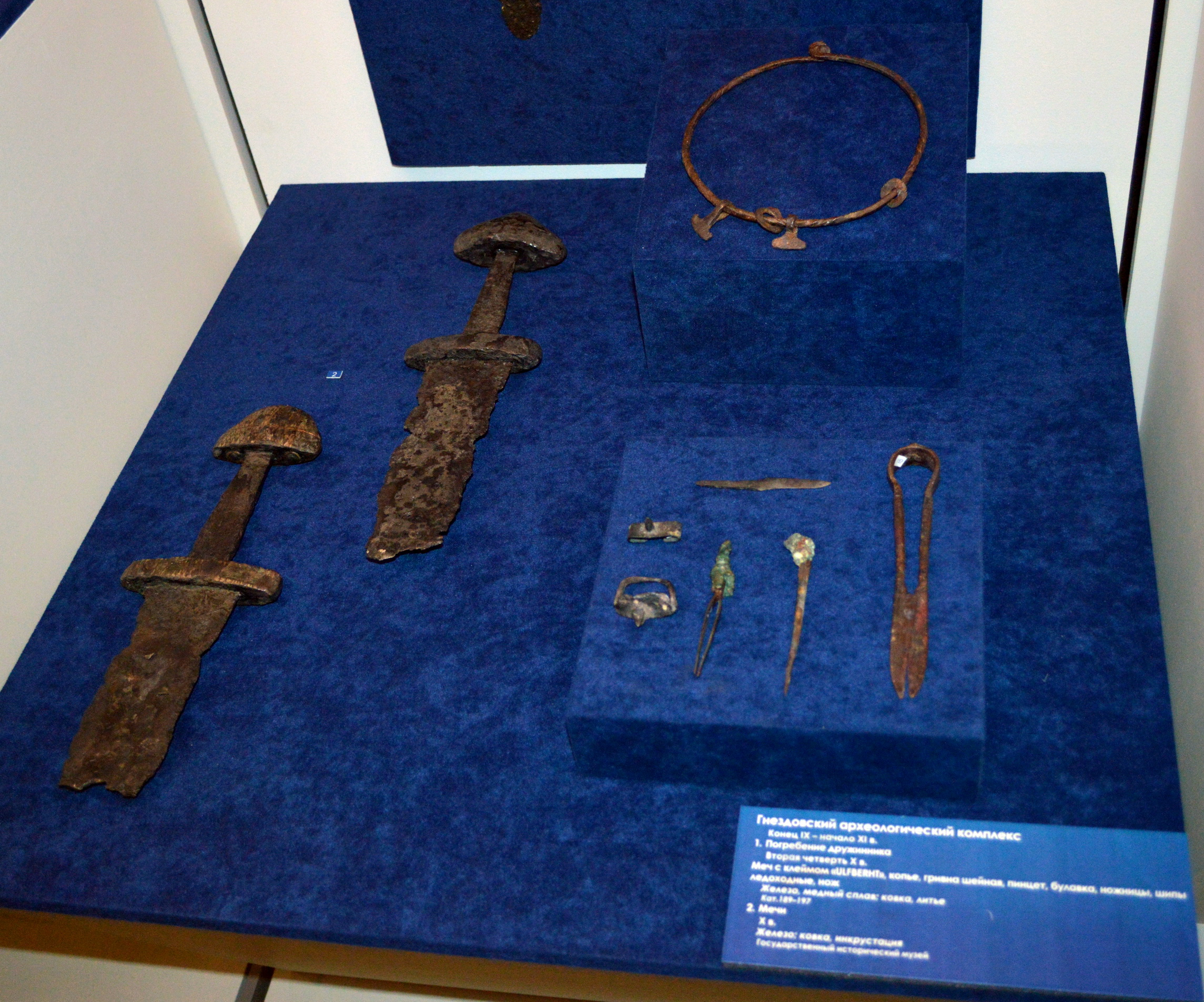
Fynd från Gnezdovo.

Det är det i särklass största kända förkristna gravfältet i Ryssland. Cirka 1 100 gravhögar har undersökts av ryska och sovjetiska arkeologer (2017) och en rysk arkeolog lär ha sagt: "Här ligger ju skandinaver, överallt!" Det skandinaviska fyndmaterialet är dock mycket tydligare i kvinnogravarna än i mansgravarna. Det nordiska material som påträffats är bl.a. ovala spännbucklor, smycken och amuletter.  De ryska arkeologerna skiljer på konstaterat skandinaviska och troligt skandinaviska gravar när de rapporterar.
Gravskicket i gravhögsgruppen Gnezdovsky (andra hälften av 900-talet) är övervägande kremering 51 %, inhumationer/skelettgravar utgör 31 %. och resten är vad arkeologerna kallar "tomma gravhögar". Detta är överensstämmande med resten av de undersökta grupperna.  Det har hittats endast en typiskt skandinavisk båtgrav. Även s.k. kammargravar har påträffats. Från platsens senare period har 85 kristna kistbegravningar konstaterats. De stora gravhögarna i Gnezdovo är mycket lika de man hittat i Tjernihiv i Ukraina, som t.ex. de så kallade “druzhina högarna” och den kända “Svarta Graven”. Stora gravhögar var förbehållet de högsta sociala skikten. Det har också framkommit många båtnitar under utgrävningarna.

### Forskningsdebatten

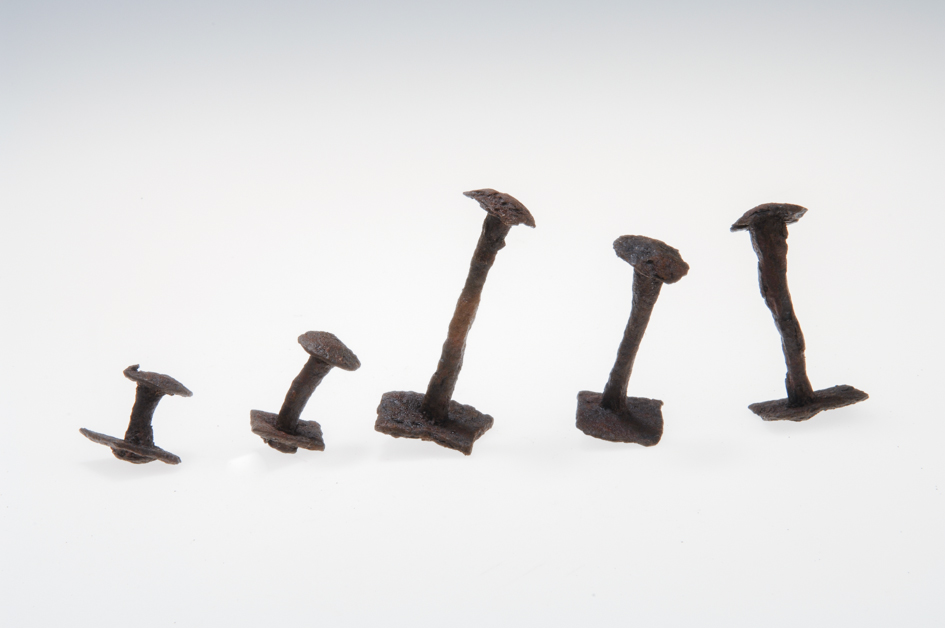
Båtnitar, en viktig källa till information.

De svenska "vikingarkeologerna" Rune Edberg, Mats G Larsson och Gunilla Larsson m.fl. resonerar mycket i sina alster om båtar över land, båtgravar, skepsbyggen och båttyper, t.o.m. båtnitarnas utformning är en het fråga. Debatten inbegriper också deras ryska kollegor. De är inte överens och ibland ändrar de sig. Således är debatten om båtgravar i Gnezdovo är inte avslutad och fynd antyder att det kan ha funnits många, eftersom man hittat så många båtnitar. Detta antyder också att svearna mycket väl kan ha tagit sina båtar landvägen mellan de norra och södra vattensystemen. Detta bestrids dock bestämt av en del ryska forskare som också menar att det inte ens gick att navigera på många av de floder som görs gällande i mycket av nutida litteratur. Därtill kommer problemet med att avgöra om nitarna är gjorda i Mälardalen eller någonstans i det som idag är det slaviska inlandet. Inga dåtida båtvarv har kunnat påvisas vid någon plats på vägen från Skandinavien till Grekland. Enligt Konstantin Porfyrogennetos och hans bok De Administrando Imperio tillverkade de han kallade rhos visst båtar. Det var små lätta båtar som de använde för att ta sig ner för alla forsarna i Dnepr. Detta byggande borde då ha skett i Gnezdovo och inte långt nedströms i Kiev. Således finns inget konsensus i dessa frågor och arkeologin är inte tydlig. Men att man rullade stora båtar på stockar, det avfärdar de alla som en myt, om än väletablerad. Användandet av rullstockar finns inte arkeologiskt eller etnologiskt dokumenterat någonstans. De enda belägg som finns är den samtida De Administrando Imperio och Nestorskrönikan, som skrevs 200 år senare.

## Befolkning
Det kan ha levt ungefär 2 000 personer i bosättningen och utifrån gravfynden är det tydligt att många som levde i Gnezdovo var krigare eller handelsmän. Forskarna är dock inte eniga om vilken etnicitet de hade. Att det var ett multikulturellt samhälle är de dock eniga om. Det finns tydliga spår av skandinaver i många av de undersökta gravarna, men nitton av tjugo högar är ordinära gravar där kvarlevorna kommer från lokala slaver (krivitjer) och balter. Men det är svårt att utifrån gravfynd avgöra varifrån en person kommer. Det enda man har är artefakterna och även slaver och balter kunde såklart ha skandinaviska smycken.
Enligt Nestorskrönikan skall de lokala krivitjerna först ha avvisat svearna, men sedan bett dem komma tillbaka och efter 862 skall de ha levat tillsammans i fred. Det var troligen så att folket från Svealand och Gotland blev någon form av elit och ättlingarna till dem blev också den styrande dynastin i hela Ryssland med tiden. Svearna assimilerades snabbt och de bytte t.o.m. till slaviska namn. Med tiden blev alla "ruser" och talade majoritetens språk, d.v.s. någon form av slaviska. Charlotte Hedenstierna-Jonson menar att det "skandinaviska inslaget i Rus’ är starkt, men inte ensamt" och att det även finns "spår av slaviskt, bysantinskt och västeuropeiskt ursprung. Hon menar att även de som bodde inne i Birka i Sverige kan betecknas som "Rus". Eliten, krigarna och handelsmännen innanför vallarna i Birka, skulle enligt hennes teori ha haft mer gemensamt med sina likar i Gnezdovo och Kiev, än vad de hade med bondebefolkningen i den kringliggande jordbruksbygden.

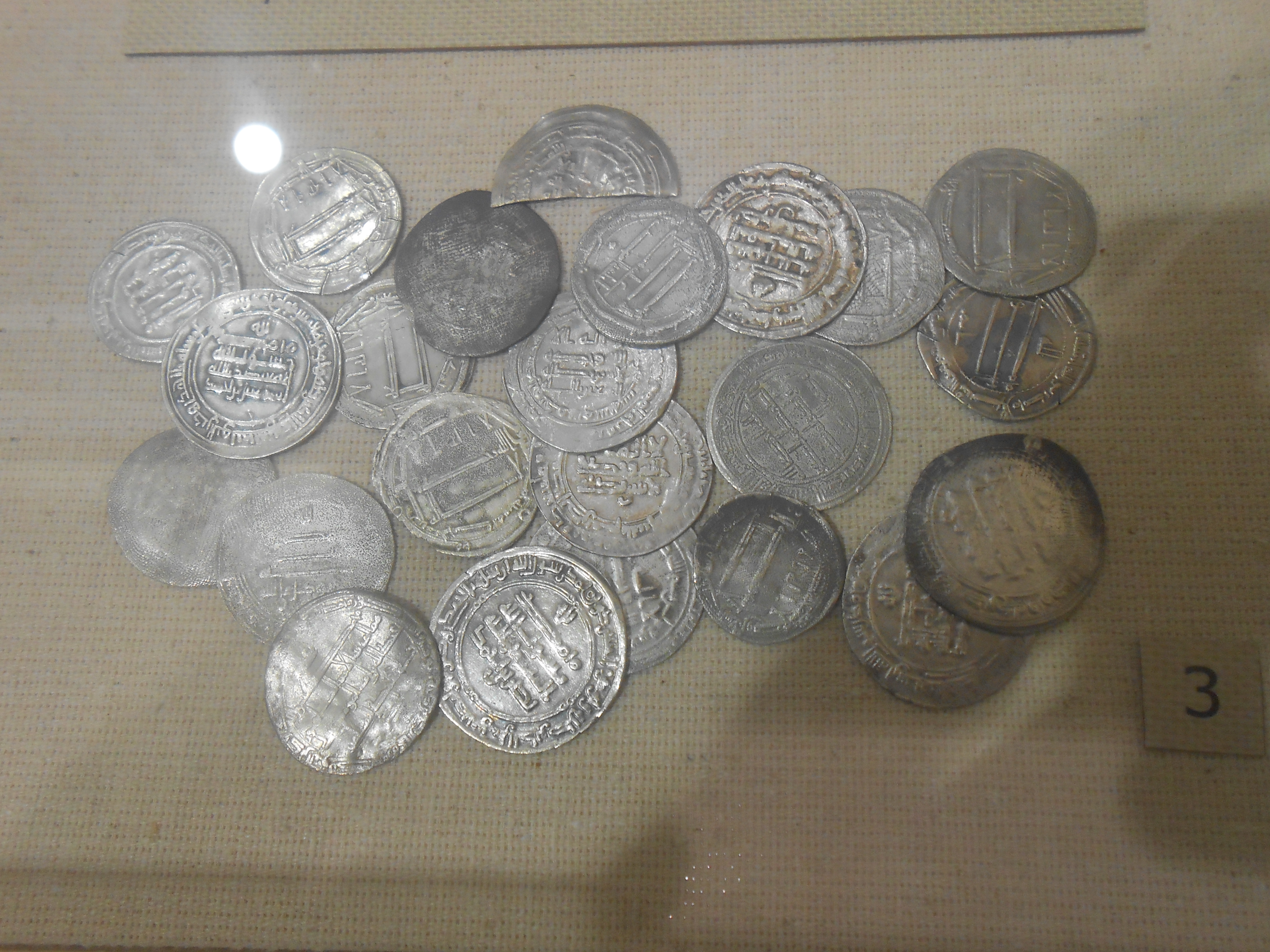
Arabiska mynt, idag på historiska museet i Smolensk.

Att de som kallades "rus" var en elit omnämns också i den bysantinske kejsarens bok De administrando imperio (Att styra riket). Antagligen påverkade svearnas "elitkultur" lokalbefolkningen och det finns belägg för lokal, typiskt skandinavisk, smyckestillverkning i Gnezdovo. Även smycken av s.k. hybridtyp, med drag av både slavisk och nordisk stil, framställdes.
Fyndmaterialet i Gnezdovo antyder också att det fanns stor närvaro av människor från Mähren och en del personer från finsk-ugriska områden i nordöstra Ryssland. Fynden visar också klart att det fanns handelskontakter med Östarabien via floderna Volga och Oka, med Bysans via Dnjepr och med Baltikum och Skandinavien via Daugavas och Lovats transportleder. De huvudsakliga yrkena för den bofasta slaviska befolkningen var hantverk. Det fanns olika yrken som t.ex. smed, låssmed, smycketillverkare och krukmakare.

## Utgrävningar
Det första fyndet gjordes 1867, av en slump, av en järnvägsarbetare under det första bygget av järnväg i området. Det var en större silvergömma som innehöll smycken av både slavisk, skandinavisk och stäppnomadisk karaktär. År 1870 görs nästa slumpartade fynd av rallare och det var ytterligare två skattgömmor. Nu började intresset för platsen att vakna och en arkeolog gör ett första försök 1874, varpå han bl.a. hittar ett karolingiskt svärd.

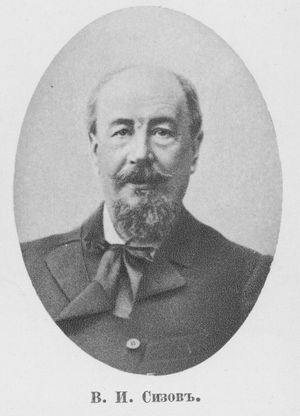
Sizov, Vladimir Iljitj, ledande arkeolog när utgrävningarna inleddes i slutet av 1800-talet.

Nyfikenheten stegrades ytterligare och chefen för ryska historiska museet Vladimir Iljitj Sizov inleder en stor expedition 1881. Sen fortsätter grävandet fram till 1901 under ledning av professionella arkeologer. Utforskandet sker sedan i etapper. År 1920 ritas en karta över hela området och gravhögarna ordnas i grupper och namnges. Under kriget 1942 gräver tyska arkeologer i området och tar med sig fynden till Tyskland. Efter kriget, 1949, inleds åter igen, en systematisk professionell utgrävningsvända. Utgrävningar har sedan dess skett med jämna mellanrum och fortsätter denna dag.

### Fynd
De vanligaste vardagsföremålen som hittats är keramik och på grund av att det var en handelsplats, även vikter och vågar. Utgrävningarna har även avslöjat lyxartiklar och ett antal depåer av bysantinska och arabiska mynt. De arabiska mynten uppgår till mer än 1100 stycken. Arkeologerna har dessutom hittat en bysantinsk disk med en bild av Simargl och bysantinska guldmynt. Bland metallfynden återfinns även ringbrynjor, otypiska för skandinaviska fyndorter, men också hjälmar (bl.a. från Mähren och Khazarien), stridsyxor, karolingiska svärd, pilbågar och pilar. Bland de mer förvånande fynden finns en ihopfällbar rakkniv med kopparhandtag och en för tiden avancerad sax. 
Det mest förvånande fyndet, anser de ryska arkeologerna, är en kruka tillverkad i Kertj/Krim med en kyrillisk inskription på fornöstslaviska (andra menar att krukan kan ha tillverkats i Bulgarien vid Volga). En del lingvister menar att det står “senap” på krukan, men det är stor debatt om det. Det som förvånat forskarna är att den kyrilliska skriften hade spridit sig så långt redan vid den tiden, för ordet är inristat efter att krukan brändes och gjordes troligen inte nere i Kertj, utan på plats. Inskriptionen är daterad till mitten av 900-talet och utgör därmed det äldsta som har skrivits på ryska. Se även nedan.

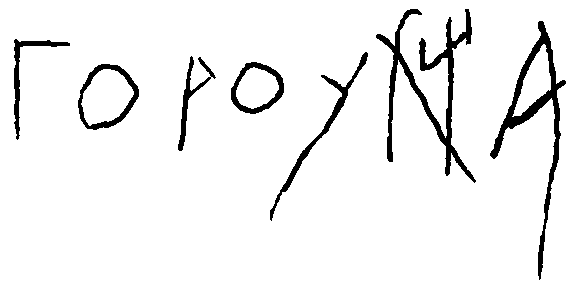
Den berömda inskriptionen från Gnezdovo. Det står kanske "gorushna", vilket enligt de ryska experterna kan betyda senap eller något annat starkt smakande, på äldre ryska/östslaviska.

Dessutom har utgrävningarna gett oss skandinaviska hedniska amuletter, skandinaviska kvinnosmycken/spännen och tiotusentals andra artefakter som t.ex. glas- och stenpärlor, sidentyger, glas och glaserade redskap i brons. År 2017 hittades ett svärd, ett spjut och två guldtackor, samt silver- och guldflätor med anor från andra kvartalet av 900-talet. Ovanliga artefakter för området vid den tiden är representerat av bland annat en iransk glaserad lampa och ett kristet hängsmycke i form av ett kors (enkolpium) från Syrien med en speciell ikon av Jungfru Maria (Our Lady of the Sign). Många värdefulla fynd förstördes dock under andra världskriget. Dels stal tyskarna mycket och tog med sig till Tyskland och det som fanns kvar förintades i museet i Smolensk, tillsammans med resten av den staden. Det som då fanns i Tyskland pulvriserades i sin tur genom de allierades bombningar där.

## Galleri

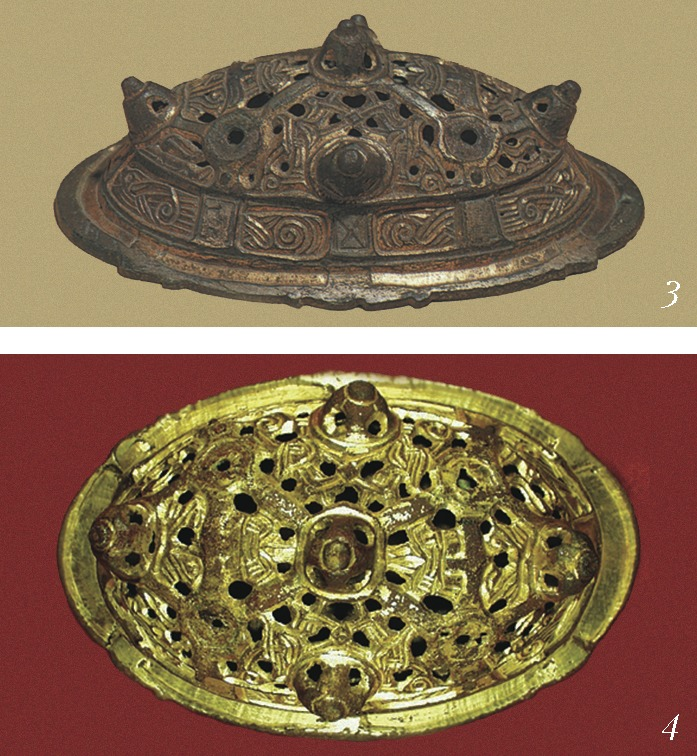
Skandinaviska dräktspännen/spännbucklor (fibula)
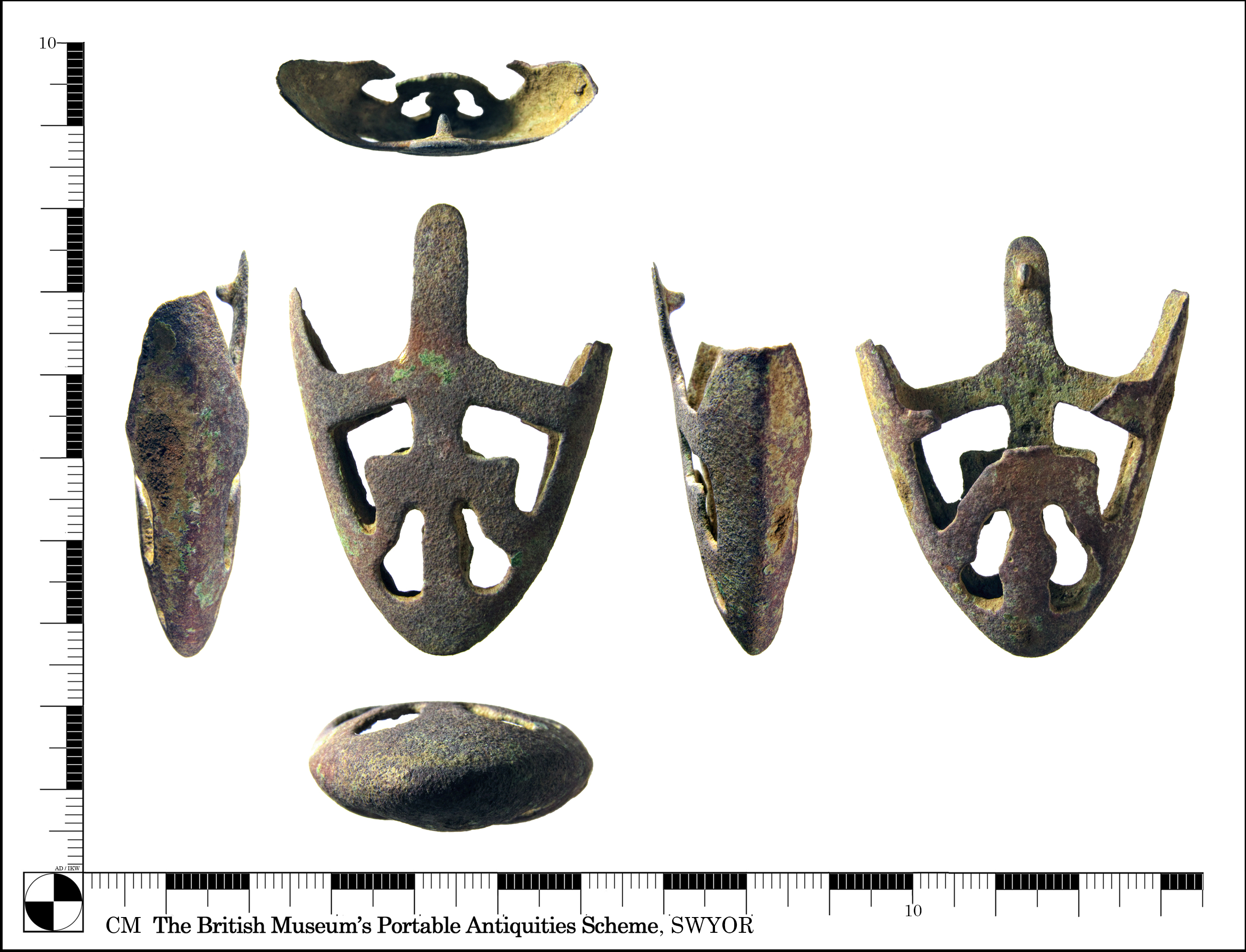
Doppskor till svärdsskida med rurikidernas falk. Samma typ har hittats i Mälardalen.
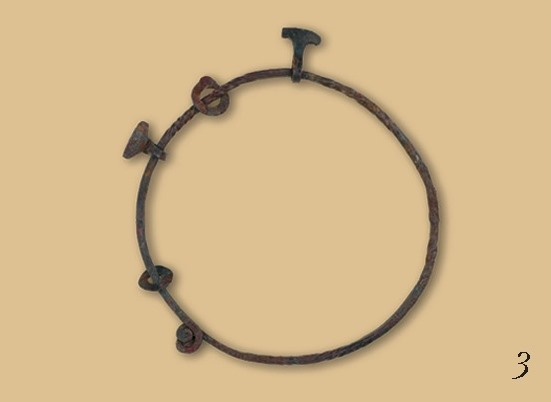
Amulett med Torshammare.  Liknande har påträffats i Birka.
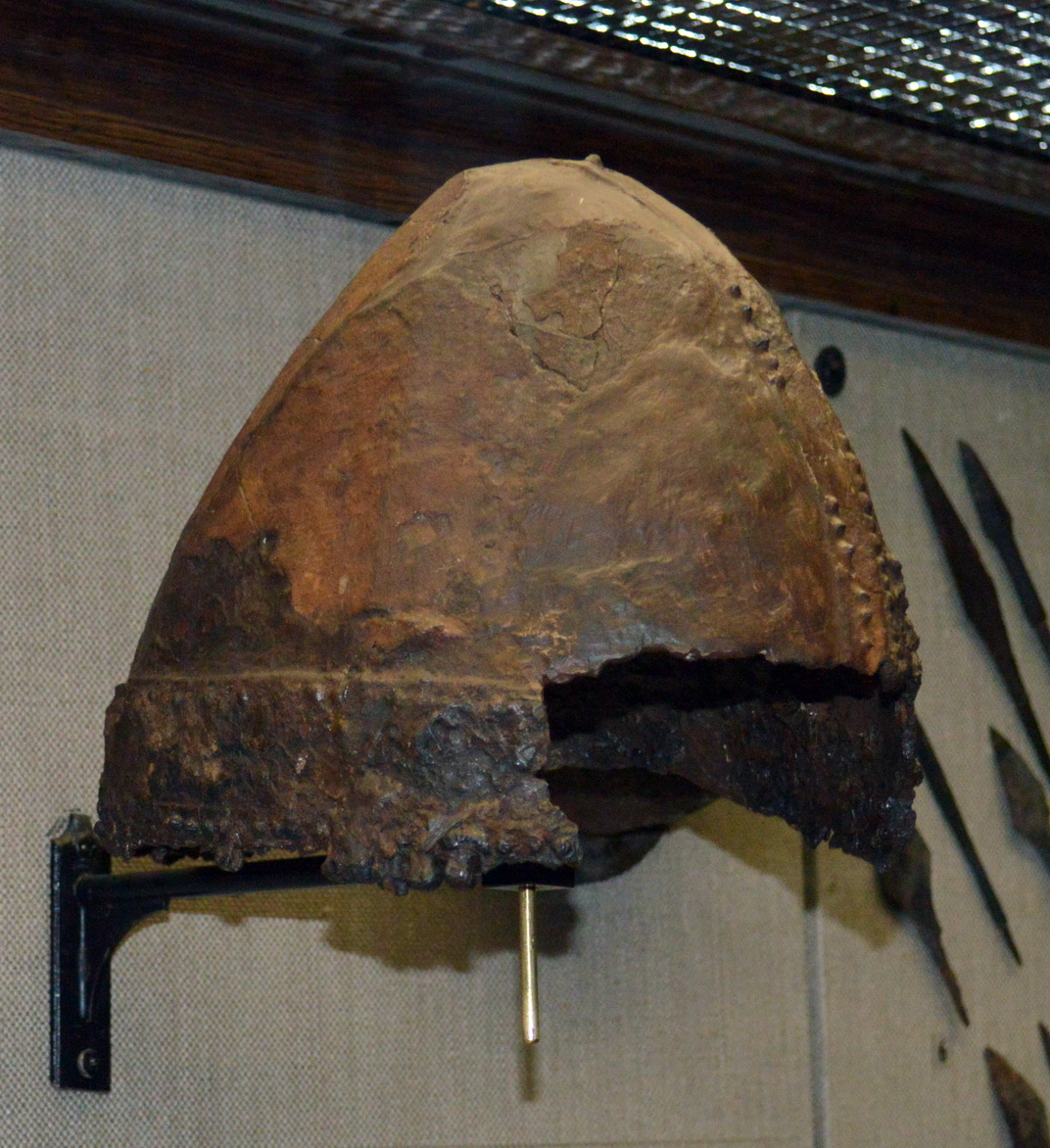
Hjälm
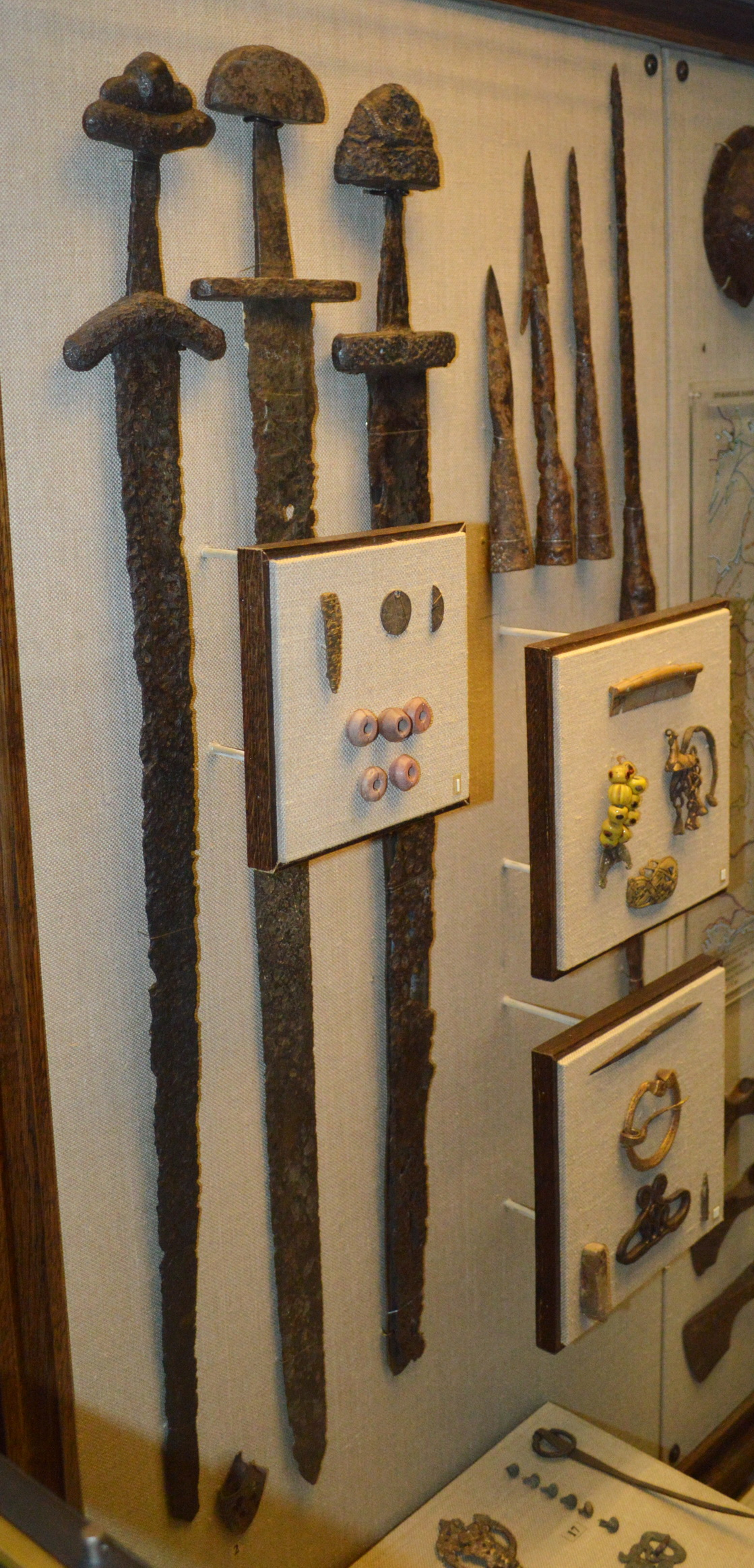
Karolingiska svärd ansågs vara bland de bästa vid den tiden och var mycket dyrbara.
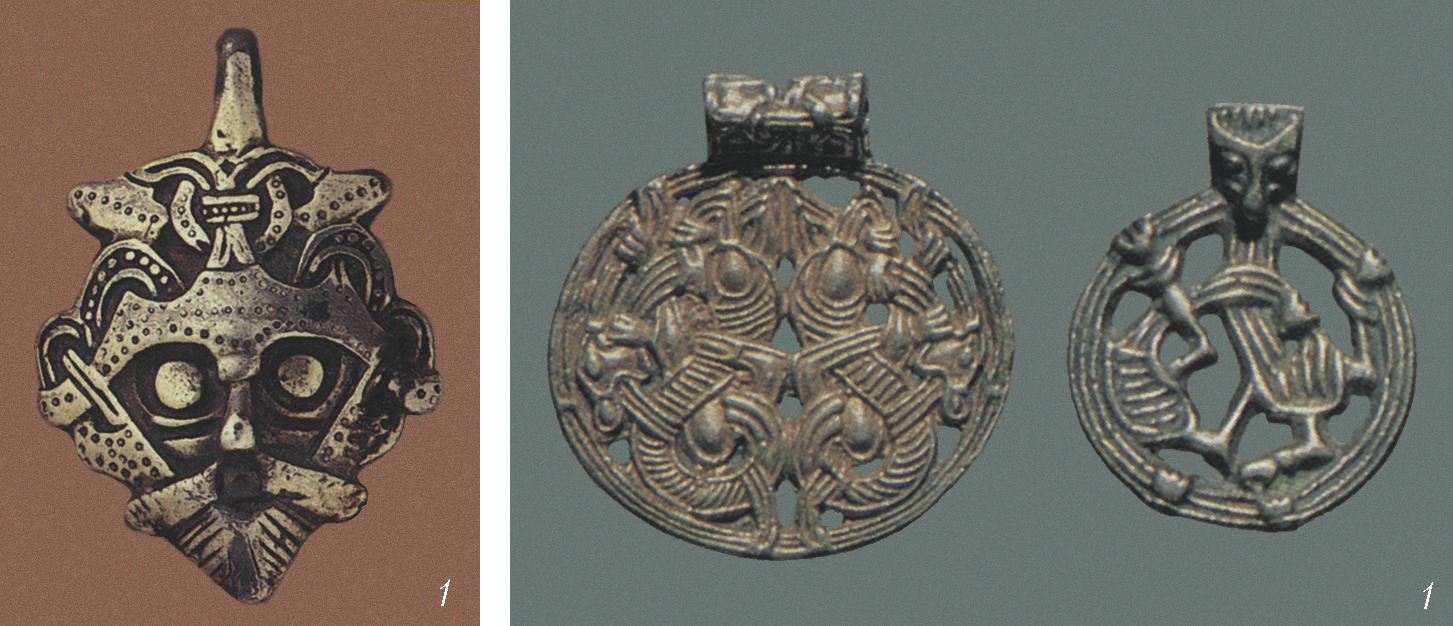
Skandinaviska hängsmycken
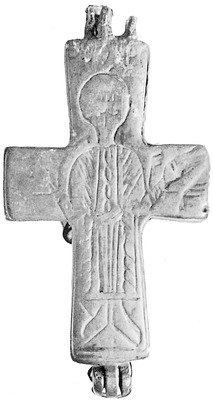
Enkolpium från Gnezdovo
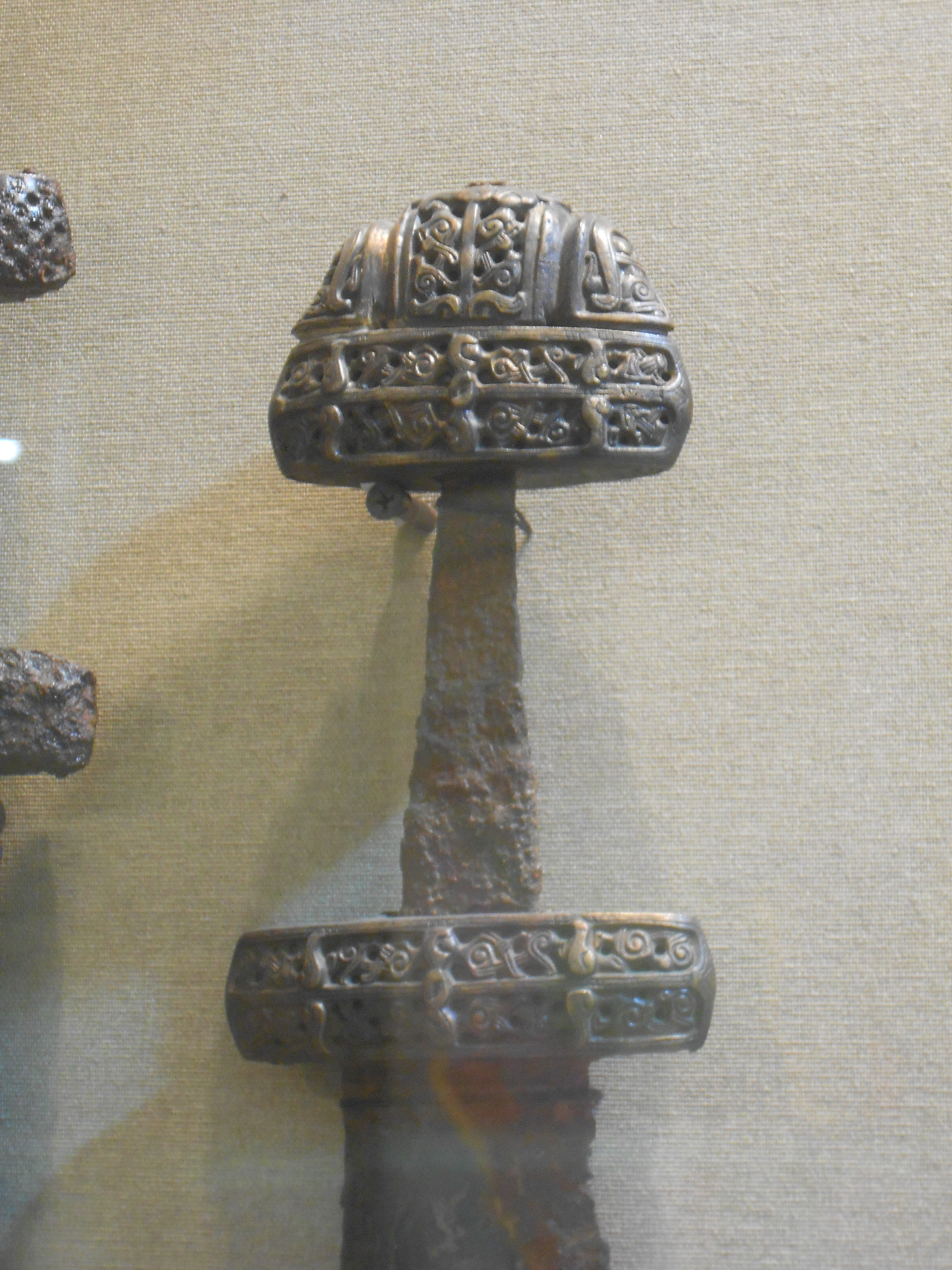
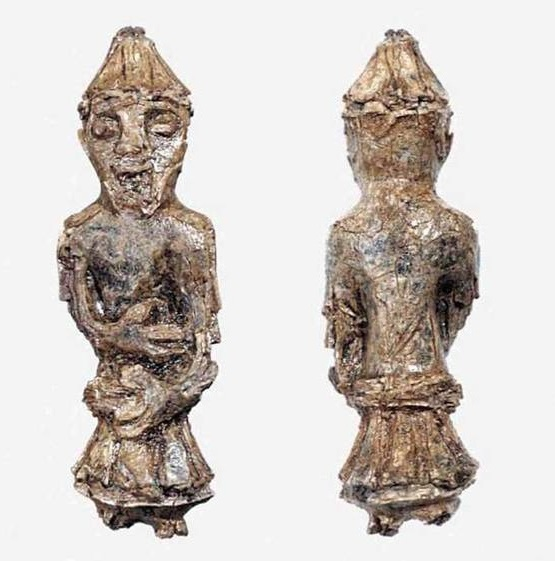
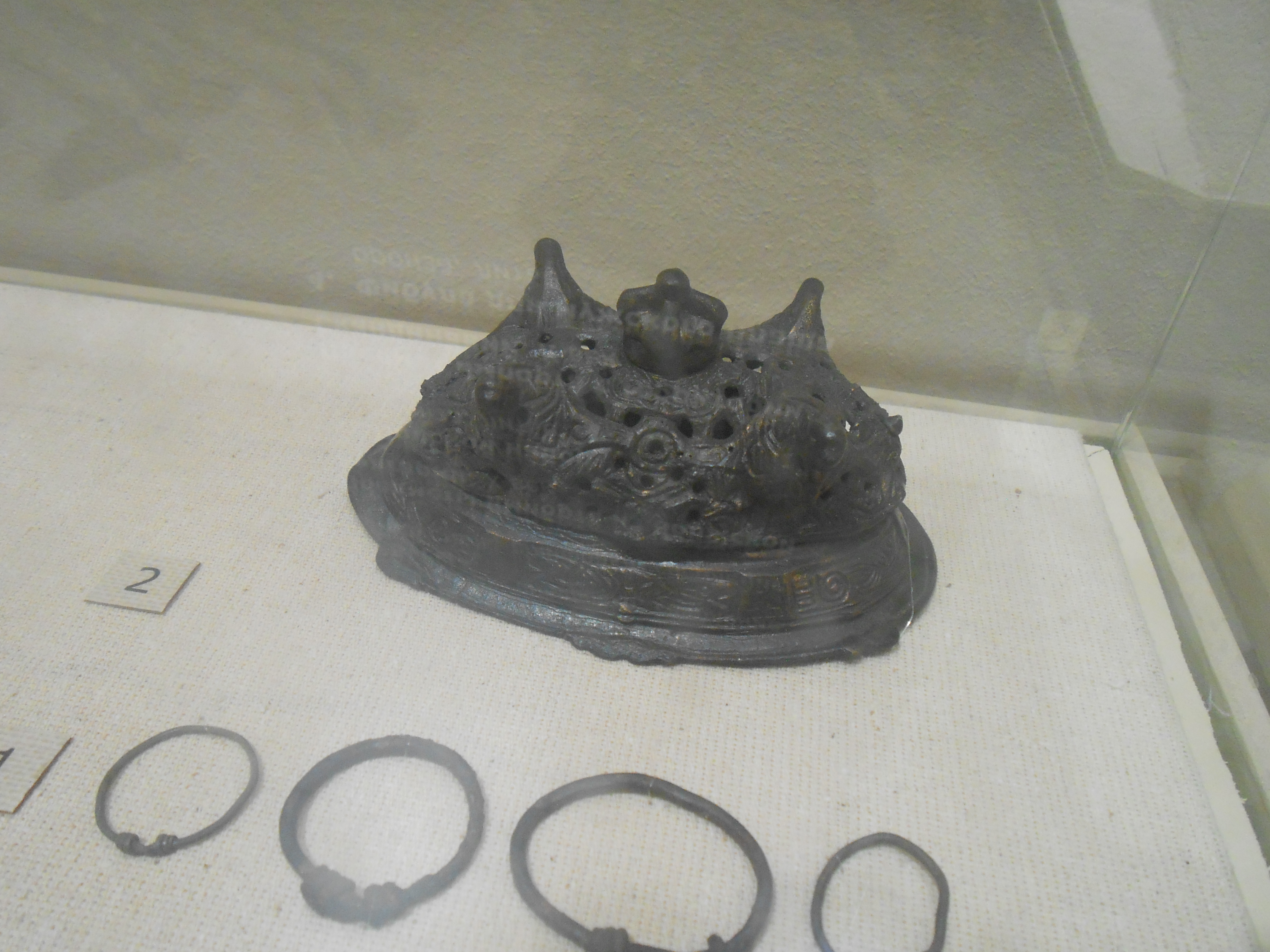
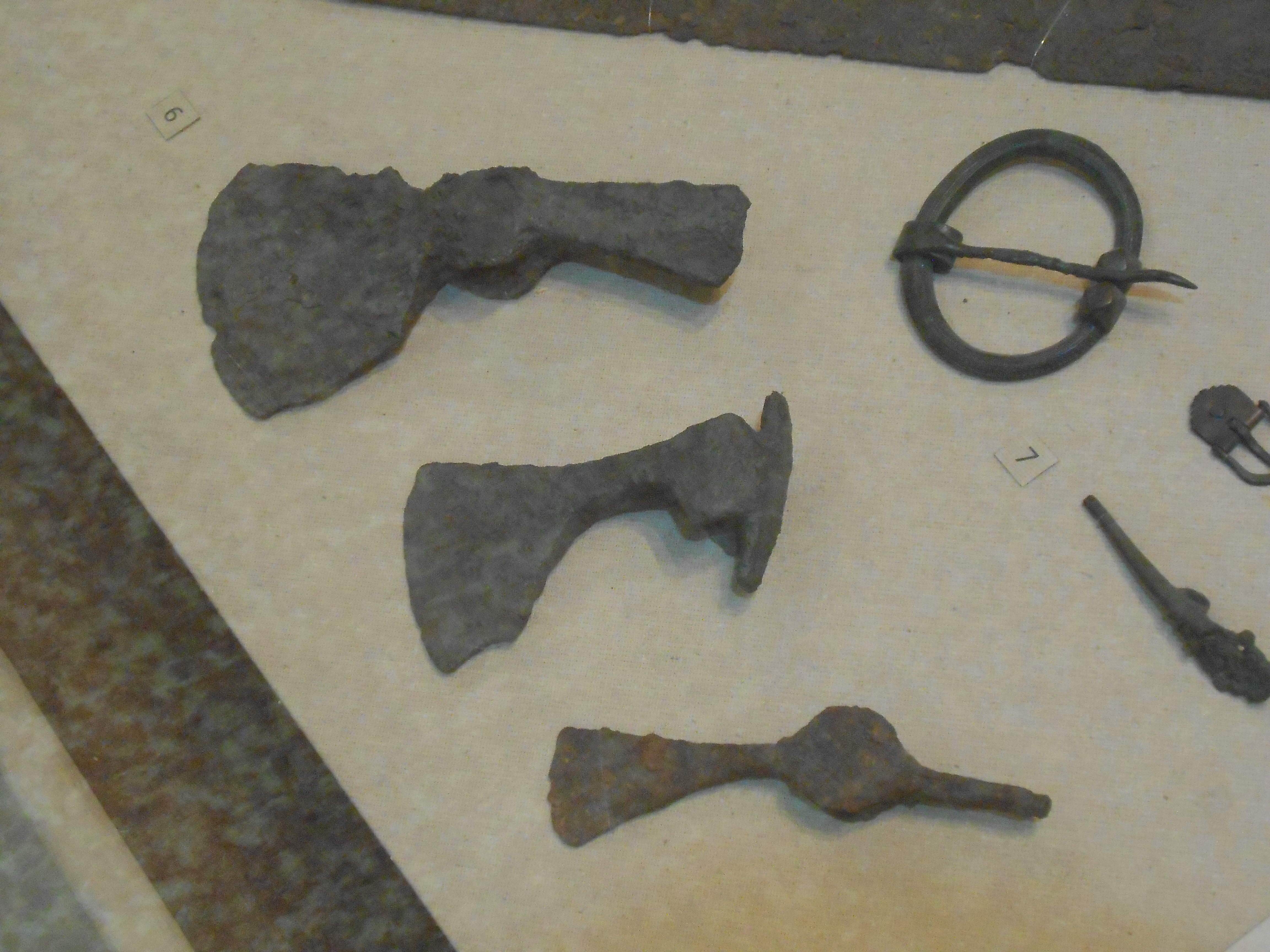
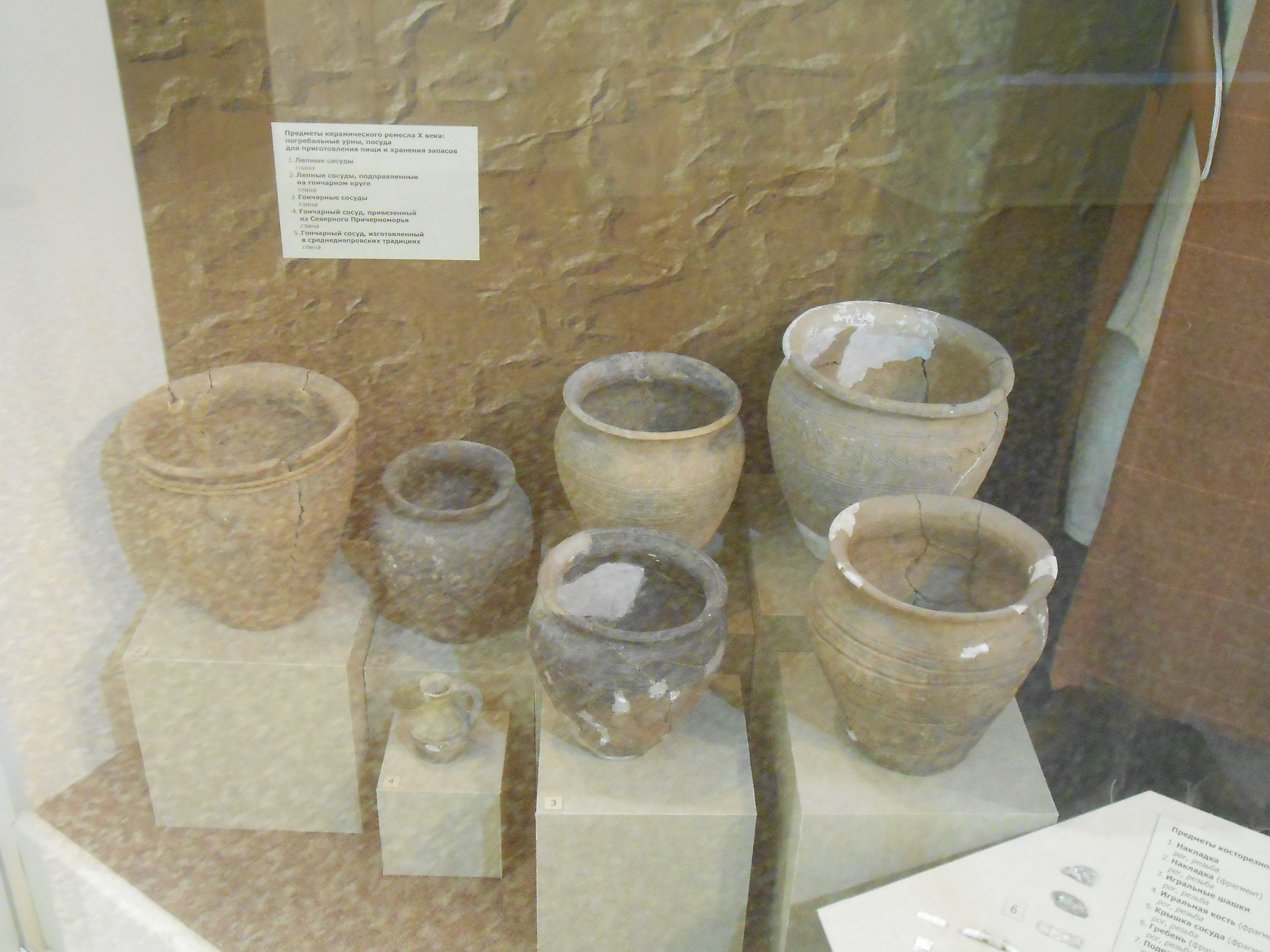